# René Favaloro
René Gerónimo Favaloro (La Plata, 12 luglio 1923 – Buenos Aires, 29 luglio 2000) è stato un cardiochirurgo argentino.
Considerato da molti il padre del bypass aorto-coronarico, fu il primo a eseguire questo intervento chirurgico il 9 maggio 1967. Il 29 luglio 2000, dopo aver scritto una lettera al Presidente della Repubblica argentina de la Rúa criticando il sistema sanitario, senza denaro per la crisi del 2000, si tolse la vita sparandosi al cuore. La figura del professore Renè Favaloro, insigne cardiochirurgo argentino di fama internazionale e di origine italiana (i nonni erano di Valdichiesa, località nell'arcipelago delle Eolie), è stata ricordata a Leni (isola di Salina) con la collocazione di un busto marmoreo nella piazzetta antistante l'ambulatorio medico.
Considerata la grande rilevanza scientifica e sociale dell’opera svolta dall’insigne professore nel campo medico, i Comuni di Leni, Malfa e Santa Marina Salina, nel 1999, gli conferirono, congiuntamente, la cittadinanza onoraria.

## Biografia
(René Favaloro)

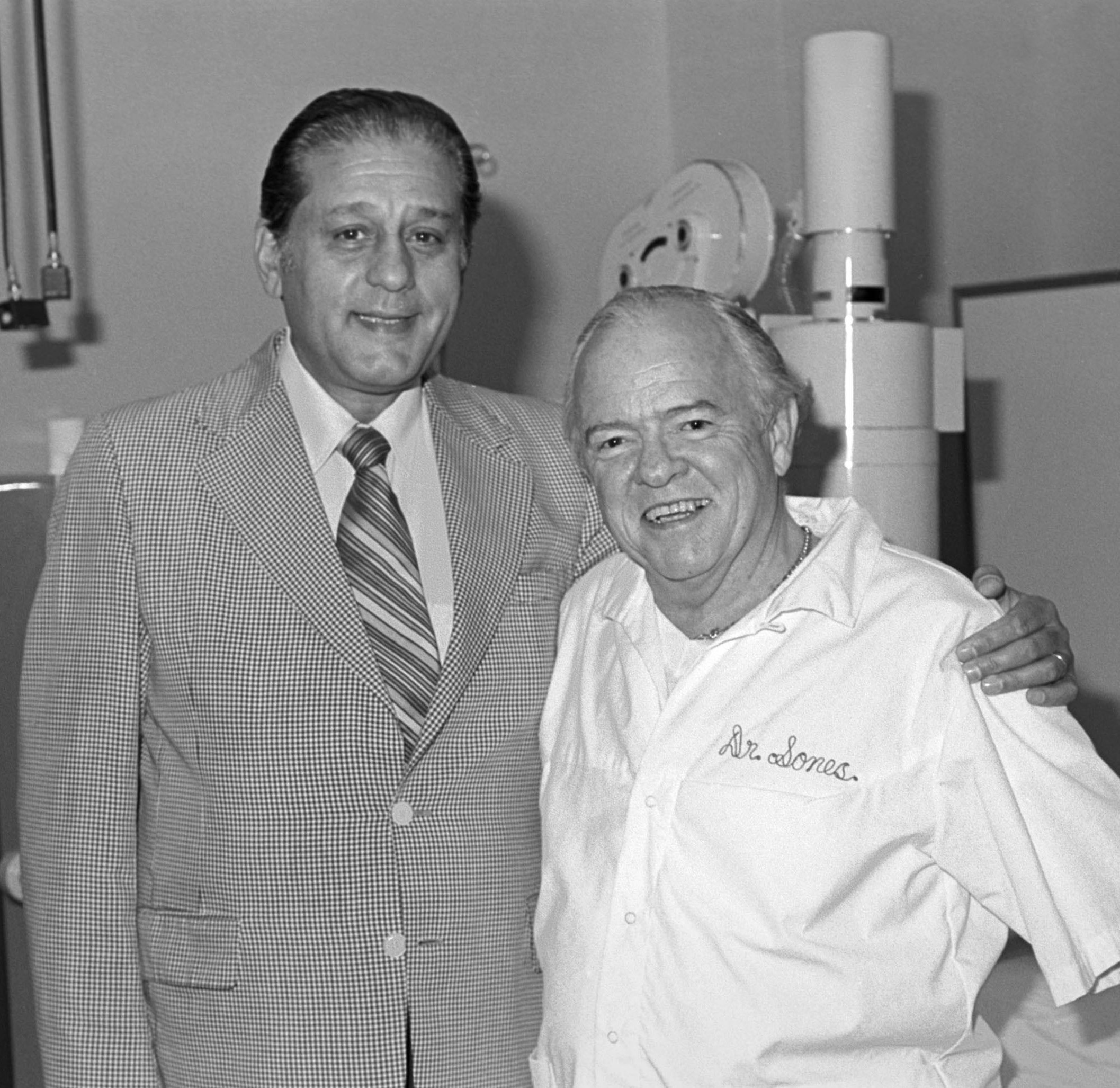
Favaloro con F. Mason Sones Jr. nella Clinica Cleveland

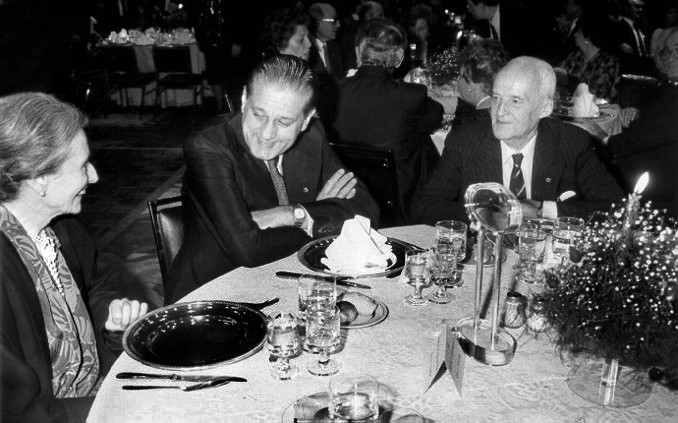
Favaloro con il premio Nobel Dott. Luis Leloir e sua moglie, Amelia.

Nato nel 1923, i suoi nonni erano originari dell'isola di Salina, abitavano a Valdichiesa, ove possedevano vigne; inoltre, erano armatori di un piccolo veliero e commerciavano la malvasia nel Mediterraneo. 
A causa della fillossera, che nel 1890 distrusse la coltura delle viti (all'epoca unica risorsa dell'isola), una parte della famiglia del professore Favaloro emigrò in Argentina, dove si dedicò al piccolo commercio al dettaglio.
Nel 1936 fu ammesso nel Colegio Nacional Rafael Hernández (conosciuto anche come Colegio Nacional de La Plata), uno dei quattro collegi secondari della Università Nazionale di La Plata. Al conseguimento del diploma, fu ammesso alla scuola di medicina della Università Nazionale di La Plata. Durante il periodo universitario iniziò a lavorare come medico interno presso l'Hospital Policlínico San Martín e poté assistere all’attività medica dei professori José María Mainetti e Federico Enrique Bruno Christmann. Si laureò in medicina nel 1949.
In seguito al conseguimento della laurea, Favaloro si trasferì nella piccola città Jacinto Aráuz nella Provincia di La Pampa per lavorare da dottore cittadino fino a prendere la posizione del locale medico interno da poco deceduto. Si sposa con María Antonia Delgado nel 1951.
Favaloro si iniziò ad interessare agli interventi cardiovascolari e alla chirurgia toracica. Il Professor Mainetti lo indirizzò alla Clinica Cleveland dove iniziò da medico interno per poi passare nella squadra chirurgica.
Nel 1967 considerò e mise in pratica la possibilità di usare la vena grande safena in chirurgia coronarica. Il principio di base era di aggirare un segmento danneggiato (ostruito) nell’arteria coronaria in modo da far passare il sangue. L’ottimizzazione della tecnica, chiamata chirurgia di bypass coronarico-arterioso lo rese noto internazionalmente cambiando radicalmente il trattamento delle malattie coronariche. Nel 1970 pubblicò il suo volume più noto, Surgical Treatment of Coronary Arteriosclerosis (Trattamento chirurgico della arteriosclerosi coronarica).
Favaloro fa ritorno in Argentina nel 1971 con il sogno di sviluppare un centro di eccellenza simile alla Clinica Cleveland, che combina assistenza medica, ricerca e educazione. Nel 1975 finalmente fonda con altri colleghi la Fondazione Favaloro, un istituto scientifico argentino dedicato all’educazione medica e ricerca.
Sino alla sua morte diresse l’Istituto di cardiologia e chirurgia cardiovascolare presso la Fondazione “Favaloro” di Buenos Aires. Nel corso della sua intensa vita ricevette numerose onorificenze, fra le quali il titolo di Grande Ufficiale dell’Ordine al Merito conferitogli nel 1991 dal Presidente della Repubblica Italiana Francesco Cossiga.
Dopo che Salina e le Isole Eolie hanno scoperto e valorizzato la storia della propria emigrazione, le tre amministrazioni comunali dell'isola hanno inaugurato, nel comune di Leni, un busto bronzeo (realizzato dall'artista di origine siciliana Anna Zulema Soldano di Buenos Aires), che raffigura il professore Favaloro, donato da Alberto Materia (socio della federazione “Siciliani in Argentina”) con la collaborazione di Antonino Casella, Silvestre Gravagna, Filadelfio Oddo e Salvatore Giannone della comunità siciliana in Argentina.
Si suicidò con un colpo di pistola al petto il 29 luglio 2000 nella sua casa a Buenos Aires. Secondo la stampa argentina il motivo di tale gesto sarebbe dovuto ai pesanti debiti che la sua fondazione aveva accumulato negli ultimi anni, dal momento che il governo argentino (fino a 7 mesi prima il Presidente era Carlos Menem) non aveva erogato i fondi stabiliti.